# Jestem, który jestem
Jestem, który jestem – najczęściej spotykane w języku polskim tłumaczenie formuły אֶהְיֶה אֲשֶׁר אֶהְיֶה ’ehjeh ’ăšer ’ehjeh zawartej w Księdze Wyjścia 3,14. Stanowi ona odpowiedź Boga na pytanie zadane przez Mojżesza o jego imię. Próby ustalenia sensu tej odpowiedzi wciąż stanowią przedmiot dyskusji biblistów, filozofów oraz teologów. Niektórzy z nich uważają, że Bóg jedynie potwierdził swoje istnienie, a inni sądzą, że Bóg zademonstrował swą aktywność.

## Tekst

### Tekst hebrajski
I powiedział Bóg do Mojżesza: „Jestem, który jestem” (’ehjeh ’ăšer ’ehjeh). I powiedział: „Tak powiedz do synów Izraela: »Jestem posłał mnie do was!«”.

Większość polskich przekładów formułę ’ehjeh ’ăšer ’ehjeh oddaje jako „Jestem, który jestem” lub podobnie. Biblia gdańska oraz Izaak Cylkow przekładają na „Będę, który będę”, natomiast Przekład Nowego Świata – „Okażę się, kim się okażę” („Stanę się, kim zechcę się stać” [wyd. zrew. 2013]).

### Tekst grecki
Bóg rzekł Mojżeszowi: „Ja jestem BĘDĄCY (᾿Εγώ εἰμι ὁ ὤν)”. I dodał: „Tak właśnie powiedz synom Izraela: »BĘDĄCY (῾Ο ὢν) przysłał mnie do was«”.

Tłumacze Septuaginty pierwszy hebrajski czasownik ’ehjeh oddali greckim ego eimi (ego to zaimek osobowy, a eimi to pierwsza osoba trybu oznajmującego bezokolicznika einai, „być, istnieć”), a drugi oddali jako ho ōn (ho to rodzajnik określony, a ōn to imiesłów czasu teraźniejszego bezokolicznika einai, „być, istnieć”). W przekładzie Akwili oraz Teodocjona omawianą formułę przełożono na esomai hos esomai, „Będę, który będę”. W kodeksie 64 mamy wariant: esomai esomai, „Będę będę”.

### Tekst łaciński
Rzekł Bóg do Mojżesza: „JAM JEST, KTÓRYM JEST (ego sum qui sum)”. Rzekł: „Tak powiesz synom Izraelowym: »KTÓRY JEST (qui est) posłał mię do was«”.

Hieronim przetłumaczył hebrajski czasownik ’ehjeh na sum, będący formą czasownika esse, „być”, w pierwszej osobie liczby pojedynczej czasu teraźniejszego.

### Tekst targumów
W targumach interpretowano formułę ’ehjeh ’ăšer ’ehjeh jako deklarację niezmienności i wieczności Boga oraz chęci zapewniania trwałej ochrony Izraelowi. Przełożono ją następująco:
Targum Onkelosa:

Pan powiedział do Mojżesza: „Jestem, który jestem”. I powiedział: „Tak masz powiedzieć synom Izraela: »Jestem posłał mnie do was«”.

Targum Fragmentaryczny (TJII):

A Memra Pana powiedziała do Mojżesza: „Ten, który powiedział do świata: »Niech będzie!« I było; I powiedział jeszcze do świata: »Niech będzie!« I będzie”. I powiedział do niego: „Jestem”.

Wersja Targumu Fragmentarycznego opracowanego na podstawie Codexu Parisiensis 110:

A Memra Pana powiedziała do Mojżesza: „On, który powiedział do świata na początku: »Niech będzie!« i było, i który mówił: »Niech będzie!« i będzie”. On powiedział: „Tak powiesz synom Izraela: »On posłał mnie do was«”.

Targum Neofiti:

Pan rzekł do Mojżesza: „Jestem, który jestem”. I powiedział do niego: „Tak powiesz synom Izraela: »Ten, który powiedział i świat był od początku i znów powiedział: Niech będzie! I będzie. On posłał mnie do was«”.

Glosy do Targumu Neofiti:

Istniałem, zanim powstał świat; Istniałem po powstaniu świata; Jestem tym, który był waszym wsparciem w Egipcie i jestem tym, który będzie wsparcie po wszystkie pokolenia. On powiedział: „Tak masz powiedzieć synom Izraela: »Jestem posłał mnie do was«”.

Targum Pseudo-Jonatana (TJI):

Pan rzekł do Mojżesza: „Ten, który powiedział i stał się świat; który rzekł i wszystko poczęło istnieć”. I on powiedział: „Tak powiesz synom Izraela: »Jestem który jestem i który będzie posłał mnie do was«”.

Targum Pseudo-Jonatana w Powtórzonego Prawa 32,39 oddaje hebrajskie ’ehjeh ’ăšer ’ehjeh następująco: „Ja jestem, który jestem, który byłem i Ja jestem, który zawsze będę”.

### Kontekst
Werset 14 stanowi część większej całości, która obejmuje cały rozdział 3 oraz pierwsze 17 wersetów rozdziału 4. Jest to opis teofanii oraz powołania Mojżesza. Bóg ukazuje się Mojżeszowi pod Horebem (Synajem) w krzewie gorejącym. Zleca Mojżeszowi misję wyprowadzenia narodu izraelskiego z niewoli egipskiej. Mojżesz pięciokrotnie próbuje przekonać Boga, że nie nadaje się do wzięcia na siebie tak odpowiedzialnego zadania. Bóg cierpliwie, ale stanowczo, rozwiewa jego wątpliwości i zapewnia o swej pomocy. Mojżesz w końcu zgadza się wykonać zadanie.
Strukturę 3,1 do 4,17 można przedstawić w następujący sposób:
I. Opis teofanii (3,1-6)
II. Dialog powołaniowy (3,7 – 4,17)
A. Polecenie Boga: Mojżesz ma iść do faraona i wyprowadzić lud z Egiptu (3,7 – 10)
B. Obiekcja Mojżesza: Kim jestem, że mam tak uczynić? (3,11)
C. Zapewnienie: „Jestem z tobą!” (3,12)
D. Pytanie Mojżesza: Co mam odpowiedzieć ludowi, gdy zapyta o imię Boga ich ojców (3,13)
E. Zapewnienie oraz polecenie: Bóg mówi: „Jestem, który jestem” (3,14). Podaje też wskazówki, jak ma wyglądać wyprowadzenie całego narodu z Egiptu (3,15 – 22)
F. Obiekcja Mojżesza: Zakłada, że ludzie nie uwierzą w jego opowieść o ukazaniu się Boga na górze (4,1)
G. Zapewnienie: Pokazanie trzech znaków stanowiących dowód boskiego posłannictwa Mojżesza (4,2-9)
H. Obiekcja Mojżesza: Nie jestem dobrym mówcą (4, 10)
I. Zapewnienie: Bóg udzieli mu instrukcji, co ma mówić (4,11 – 12)
J. Obiekcja Mojżesza: Nie jestem właściwym człowiekiem do wykonania tej misji. Niech Bóg pośle kogoś odpowiedniego (4,13)
K. Zapewnienie: Aaron będzie pomagać Mojżeszowi (4,14-17).
Niektórzy strukturę fragmentu 3,13- 22 widzą w następujący sposób: Na pytanie Mojżesza z wersetu 13, Bóg udziela trzech odpowiedzi: W wersecie 14: „Jestem, który jestem”; W wersecie 15: „To właśnie oświadczysz Izraelitom: »PAN, Bóg waszych ojców, Bóg Abrahama, Bóg Izaaka, Bóg Jakuba posyła mnie do was. To jest moje imię i takim ma pozostać w pamięci wszystkich pokoleń«”; W wersecie 16a: „Idź, zwołaj starszyznę Izraela i ogłoś jej: »Ukazał mi się PAN, Bóg waszych ojców, Bóg Abrahama, Izaaka i Jakuba, i przemówił ...«” (tłumaczenie Biblia Paulistów). Inni uważają, że właściwa odpowiedź na pytanie z wersetu 13 pojawia się w wersecie 15. Bóg w wersecie 14 podał najpierw znaczenie swego imienia, a następnie w wersetach od 16 do 22 udzielił instrukcji jak wyprowadzić lud z Egiptu.

## Egzegeza

### Analiza językowa
Słowo ’ehjeh jest 1 osobą liczby pojedynczej formy niedokonanej czasownika hājâ(h) [i jego starszej wersji hăwâ(h)], który znaczy „być, istnieć”, ale również „być obecnym, czynnym”. Występuje w Starym Testamencie 3540 razy w formie prostej, 21 razy w stronie biernej formy prostej, jako hăwâ(h) - 5 razy, jako aramejski rdzeń hwh - 71 razy. Można wyróżnić trzy zastosowania tego czasownika: 1) jako łącznik; 2) jako wskazujący na istnienie, gdzie podmiot prawie zawsze jest nieokreślony; 3) jako wskazującego na przejście z jednego stanu w drugi, czyli stawanie się. Słowo to w Starym Testamencie głównie wskazuje na czas jakiegoś działania. Znaczenie tego słowa należy rozpatrywać w kontekście całej formuły. Uczeni proponują cztery wyjaśnienia jej budowy syntaktycznej. Formuła ta jest:
1) Zdaniem idem per idem. Użycie dwóch ’ehjeh jest paronomazją, która albo próbuje nazwać nienazwane, albo podkreśla, że coś jest kompletne, albo wzmacnia sens zdania. Takie rozwiązanie zastosowano w tłumaczeniu Akwilii, Teodocjana oraz Hieronima.
2) Zdaniem nominalnym. Pierwsze ’ehjeh jest czasownikiem łącznikowym a ’ăšer ’ehjeh – orzecznikiem. Takie rozwiązanie zastosowano w tłumaczeniu Septuaginty: ᾿Εγώ εἰμι w czasie teraźniejszym pełni funkcję łącznika, a ὁ ὤν - jest imiesłowem czasu teraźniejszego, przez co można je przetłumaczyć na „Ja jestem Ten Istniejący”, „Ja jestem Ten Będący”.
3) Zdaniem podrzędnym, w którym ’ăšer pełni funkcję spójnika „ponieważ”, podczas gdy pierwsze ’ehjeh jest nazwą własną. Taką propozycję po raz pierwszy wysunął Aben Ezra.
4) Zdaniem podrzędnym, w którym pierwsze ’ehjeh można tłumaczyć na „Będę”, a drugie – „Byłem”, co daje „Ja Będę, który Byłem”. Za takim rozumieniem przemawiają paralele z wyrażeniami zachowanymi w dokumentach egipskich. W Instrukcji dla króla Merikare w linii 94 można przeczytać: „wnn. j wnn. kwj”, co można sparafrazować następująco: „Jestem, który jestem i będę”. W innej inskrypcji z Byblos czytamy: „nn bn aq p' nty wn:f”, co można przełożyć: „(bóg Amon-Rasonter) nie jest już (obecnie) tym, kim był (niegdyś)”.

### Znaczenie formuły
W przeciągu stuleci próbowano ustalić sens tej formuły, a co za tym idzie znaczenie całego wersetu. Wnioski uczonych można podzielić na trzy grupy. Formuła ta:
- Jest potwierdzeniem, że Bóg „Jest” (Filon z Aleksandrii, Ojcowie Kościoła, scholastycy średniowieczni, średniowieczni uczeni żydowscy, niektórzy współcześni uczeni katoliccy).
- Jest próbą uniknięcia odpowiedzi. Imię Boga ma pozostać tajemnicą (niektórzy współcześni teologowie protestanccy).
- Jest deklaracją aktywności Boga (niektórzy współcześni uczeni żydowscy, protestanccy. Niektórzy uczeni katoliccy łączą tę myśl z myślą, że Bóg mówi w tej formule o sobie „Jam Jest”).

### Filon z Aleksandrii
Filon z Aleksandrii na podstawie oddania Księgi Wyjścia 3,14 w Septuagincie wysunął wniosek, że Bóg jest doskonały i przez tę doskonałość nieskończony i niezmienny. Nie można więc wobec niego stosować określeń, które są skończone i ograniczające jego istotę. Jak pisze w dziele De Somniis: „Ten, który Jest, ze swej natury nie może być nazwany, lecz może tylko być. Potwierdza to także święta odpowiedź dana Mojżeszowi (który próbował się dowiedzieć, czy ma On jakieś imię), która mówi: „Jestem, który Jest” (Wj 3,14), po to, by – skoro nie ma takich właściwości Boga, które człowiek mógłby poznać – mógł poznać jego istnienie”. Jedyne, co możemy powiedzieć o Bogu to tyle, że jest, lecz nie to, jaki jest.
Filon mógł zaczerpnąć powyższą koncepcję z Timajosa Platona (27d-28a). Niektórzy uważają, że jej źródłem mogło być też brak tetragramu w Septuagincie.

### Ojcowie Kościoła
Księga Wyjścia 3,14 stanowiła dla Ojców Kościoła źródło rozmyślań teologicznych. Brevard S. Childs zauważa, że większość z nich pozostawiła co najmniej jedną rozprawę na ten temat. Skupili się na dwóch problemach: 1) Kto przemawiał do Mojżesza z krzewu gorejącego. 2) Co znaczy formuła ’ehjeh ’ăšer ’ehjeh i opierali się przy tym na jej greckim przekładzie znajdującym się w Septuagincie.
1) Większość Ojców utożsamiała mówiącego anioła z krzewu gorejącego z Synem Bożym. Już Justyn Męczennik w Dialogu z Żydem Tryfonem pisał: „W księdze Exodos zaś oznajmił również tajemniczym sposobem przez usta Mojżeszowe, a myśmy to zrozumieli, że imię samego Boga było także Jezus, czego, jak mówi, nie był objawił ani Abrahamowi, ani Jakóbowi” (59–60). W podobnym tonie wyrażał się Ireneusz z Lyonu (Adversus haereses III.6; IV 10), Ambroży z Mediolanu (De fide ad Gratianum Augustum I.13), Euzebiusz z Cezarei (Preparatio evangelica XI 9 i następne). Kwestię tę doprecyzował Augustyn, prawdopodobnie z powodu herezji ariańskiej. Syn nie mógł być aniołem, ponieważ sugerowało by to, że jest istotą stworzoną. Anioł więc wyobrażał Chrystusa, nie wyrażał jednak Jego obecności (Homilie na Ewangelię św. Jana i Listy św. Jana  3.17).
2) Ojcowie Kościoła, idąc za tłumaczeniem ’ehjeh na formę greckiego czasownika einai oraz poglądami Platona na naturę Bytu, interpretowali Wyjścia 3,14 jako deklarację imienia własnego Boga. Pierwszą próbę powiązania objawienia imienia Boga z myślą Platona prawdopodobnie przeprowadził Pseudo-Justyn w dziele Cohortatio ad Graecos, gdzie czytamy: „Mojżesz powiedział: »Ten, który jest«. A Platon: »To, co jest«. Każde z tych określeń zdaje się odnosić do istnienia Boga”. Późniejsi Ojcowie co prawda uważali, że nie ma lepszego imienia Boga, jak „Ten, który jest”, ale uznawali, że imię to raczej wyraża niezdolność wypowiedzenia Boga oraz podkreśla wynikającą z tego imienia niezmienność oraz wieczność Boga. Dobrze odzwierciedlają ten pogląd słowa Augustyna, który w traktacie O Trójcy pisał: „Tylko Boga możemy nazywać istotą (essentia). On bowiem jedyny jest naprawdę, ponieważ jest niezmienny, i to imię oznajmił swemu słudze Mojżeszowi, mówiąc: Jam jest, którym jest”.

### Pisma żydowskie
Egzegeza judaistyczna początkowo nie przywiązywała dużej wagi do wyjaśniania Księgi Wyjścia 3,14. Dopiero uczeni średniowieczni i późniejsi uczynili ją przedmiotem studiów.
W trzech miejscach Talmudu skomentowano formułę ’ehjeh ’ăšer ’ehjeh: 
1. w Berachot 9b, gdzie wyjaśniono, co Bóg miał na myśli: Był z nimi w czasie niewoli i będzie, gdy znowu się dostaną do niewoli;
2. w Szewuot 35a, gdzie tę formułę zaklasyfikowano jako imię Boga;
3. w Bawa batra 73a, według którego formuła ’ehjeh ’ăšer ’ehjeh wyrzeźbiona na flagsztoku miała moc cofania wzburzonych fal.

Midrasz Leviticus Rabbah z V wieku (11:5) identyfikuje ’ehjeh ’ăšer ’ehjeh jako imię Boże, ale sugeruje że nadano je na określony czas.

### Średniowieczna egzegeza katolicka
Filozofowie średniowieczni uzupełnili wnioski Ojców Kościoła na temat objawionego imienia Boga w Księdze Wyjścia 3,14.
Tomasz z Akwinu na podstawie łacińskiego tłumaczenia formuły ’ehjeh ’ăšer ’ehjeh uznał, że głównym imieniem Boga jest istnienie. Różnił się w tym miejscu od poglądów świętego Augustyna, a i też od innych Ojców Kościoła. Étienne Gilson podsumował to następująco: „Św. Augustyn czytał w tym tekście: Jestem tym, który się nigdy nie zmienia. Św. Tomasz rozumiał to samo sformułowanie: Jestem czystym aktem istnienia”. W dziele Summa contra gentiles święty Tomasz wyraził to tak: „Samo istnienie przysługuje pierwszej przyczynie zgodnie z własną naturą, istnienie bowiem Boga jest Jego substancją, jak to powyżej wykazaliśmy. Co zaś komuś przysługuje zgodnie z jego własną naturą, może być właściwością innych tylko na sposób uczestnictwa; tak na przykład ciepło ognia jest właściwością innych ciał. A zatem samo istnienie przysługuje wszystkim rzeczom poza pierwszą przyczyną przez pewne uczestnictwo. Co zaś przysługuje komuś przez uczestnictwo, nie jest jego substancją. Jest więc rzeczą niemożliwą, by substancja jakiegoś bytu poza pierwszą przyczyną była samym istnieniem. Stąd powiedziano w Księdze Wyjścia 3, [14], że imieniem właściwym Boga jest: „Który jest”, gdyż tylko Jego właściwością jest to, że Jego substancja nie jest czymś innym od Jego istnienia”.
W Sumie teologicznej w dziele O Bogu zastanawiał się, czy „Jestem” jest najwłaściwszą nazwą własną Boga. Udzielił twierdzącej odpowiedzi z trzech powodów: 1) Z racji jej znaczenia. Nie oznacza pewnej formy, lecz samo istnienie; 2) Jej powszechności. „Nazwa „Jestem” nie określa, ani nie wyznacza żadnego określonego sposobu istnienia; wobec wszystkich zajmuje stanowisko czegoś niedookreślonego, nieograniczonego”; 3) Nazwa ta „współoznacza istnienie w teraźniejszości”. Bóg nie zna przeszłości i przyszłości. Jego czasem jest teraźniejszość.
Święty Bonawentura powtórzył w zasadzie poglądy Augustyna o objawieniu Boga w Księdze Wyjścia 3,14: „Wszystko, co można powiedzieć o Bogu, sprowadza się do bytu; przeto właściwym imieniem Boga jest byt i imię to zostało przekazane pierwszemu prawodawcy”. W innym miejscu pisał o Bogu, jako bycie niepowtarzalnym, czystym bycie, bycie absolutnym, podobnie jak święty Tomasz z Akwinu.

### Średniowieczna egzegeza żydowska
Średniowieczni uczeni żydowscy uczynili formułę z Księgi Wyjścia 3,14 przedmiotem studiów.
Midrasz Exodus Rabbah (3.6) z XI wieku podaje kilka interpretacji ’ehjeh ’ăšer ’ehjeh:
1. Bóg powiedział ’ehjeh ’ăšer ’ehjeh w znaczeniu: „Nazywam się według swoich czynów”. W zależności od wykonywanego dzieła miał się nazywać albo Elohim (gdy stawał się sędzią), albo Jhwh sewaot (gdy prowadził wojnę przeciw niegodziwym), albo El Szaddaj (gdy wymierzał karę), albo Jhwh (gdy okazywał miłosierdzie).
2. Słowo ’ehjeh pojawia się 3 razy w tym wersecie, ponieważ Bóg mówiąc ’ehjeh ’ăšer ’ehjeh miał na myśli: „Ja jestem Tym, który był, który jest i który będzie w przyszłości”. To wyrażenie wskazuje na jego niezmienność.
3. ’Ehjeh ’ăšer ’ehjeh stanowi deklarację władzy Boga. Dla poszczególnych ludzi On „Jest, który jest”, natomiast nad narodami będzie panować wbrew ich woli.
4. ’Ehjeh ’ăšer ’ehjeh znaczy, że Bóg objawia się tak, jak mu się podoba[25].

Raszi rozumiał to sformułowanie jako obietnicę Boga: „Jestem z nimi w tym nieszczęściu [chodzi o niewolę w Egipcie] i będę przy nich, gdy będą w niewoli kolejnych mocarzy”. W tej interpretacji trzyma się tego, co mówi traktat Berachot 9b.
Inni uczeni interpretują wypowiedź Boga jako wyrażenie absolutności swojej egzystencji. Majmonides w dziele Przewodnik błądzących interpretuje pytanie Mojżesza jako pytanie o istnienie Boga. Bóg w odpowiedzi stwierdza: „»Jestem istniejącym Bytem, który jest istniejącym Bytem«, przez co należy rozumieć, że jest Bytem, którego istnienie jest absolutne”. Inaczej mówiąc „Imię Boga oznacza Jego istnienie”. Podobnie interpretuje ten werset Josef Albo oraz Saadja ben Josef.

### Współczesna egzegeza katolicka
Wśród uczonych katolickich zaznacza się wierność wobec poglądów Tomasza z Akwinu na temat znaczenia formuły z Księgi Wyjścia 3,14. Niektórzy uzupełniają to zrozumienie myślą o znaczeniu objawionego imienia jako „Jestem obecny dla was”, „Jestem pomocą”, „Jestem ocaleniem”, „Jestem dla wybawienia”. Oba wyjaśnienia łączą się w nierozerwalną całość w ten sposób, że absolutne Istnienie Boga implikuje „istnienie dla”. Bóg wyraził więc 1) swoje istnienie oraz 2) zbawcze działanie.
Niedawno zwrócono uwagę, że Jezus Chrystus podłącza się pod imię jhwh, mówiąc o sobie Ego eimi, „Jam jest” (tak m.in. Eberhard Nestle, André Feuillet, Frederick Denison Maurice, Heinrich Zimmermann, Stanisław Rabiej, Czesław Bartnik). Formułę tę zaczerpnął z Księgi Wyjścia 3,14. Chrystus odnosił ją do siebie w trojaki sposób: 1) Gdy określał siebie jako drogę, prawdę i życie (J 14,6); 2) Gdy potwierdzał swoje mesjańskie powołanie (Mk 14,62); 3) Gdy wyraźnie tytułował siebie „Ja jestem” (Jn 8,28; 8,58; 13,19; 14,11; 18,5-8). W ostatnim użyciu Chrystus objawia się jako Bóg.

### Współczesna egzegeza protestancka
Rozważania pierwszych reformatorów głównie oscylują wokół roli Boga w zbawieniu człowieka. Na ich marginesie wysuwają wnioski wobec interpretacji formuły z Księgi Wyjścia 3,14. Dla Lutra Bóg objawiając swoje imię ostrzegł przed próbą roztrząsania jego natury, używając do tego ludzkiego rozumu obarczonego grzechem. Według Kalwina Bóg wypowiadając formułę ’Ehjeh ’ăšer ’ehjeh podkreśla swą wieczność, a wszystko w niebie i na ziemi wywodzi się od istoty Boga. Zwingli w swojej interpretacji wskazuje, że Bóg poprzez nazwanie siebie „Będzie” ujawnia się jako stwórca życia.
Okres od reformacji do XIX wieku nie zaowocował jakimiś nowymi interpretacjami formuły z Księgi Wyjścia 3,14. Egzegeci, tacy jak Johannes Piscator czy Johannes van den Driesche w swoich interpretacjach powielali wcześniejsze opinie, przytaczali argumentacje greckich Ojców Kościoła czy średniowiecznych uczonych żydowskich. Niektórzy mieli inne zdanie. Wessel Gansfort tłumaczył, że imię Boga dane Mojżeszowi nie znaczy „Jestem, który jestem”, lecz „Będę, który będę”. Jean Le Clerc ostrzegał przed interpretowaniem Księgi Wyjścia 3,14 w duchu filozofii Platona.
Od XIX zaznacza się tendencja do odrzucania wcześniejszych wniosków egzegetycznych dotyczących formuły ’ehjeh ’ăšer ’ehjeh. Niektórzy uznali, że w ciągu ostatnich stuleci błędnie próbowano interpretować tekst hebrajski w duchu filozofii greckiej. Argumentują, że Izraelici nie mieli zdolności myślenia abstrakcyjnego. Pojęcia abstrakcyjne, takie jak byt i istnienie, ujmowali w sposób prosty i konkretny. Dla Izraelity „być” to działać, być w ciągłym ruchu. Dopiero myśl grecka nadała temu słowu sens niezmienności i stałości. Stąd poprawnie rozumiana formuła ’ehjeh ’ăšer ’ehjeh posiada sens: „Bóg, który działa”. „Jestem tym, który twórczo działam i okazuje się wszędzie”, albo „Jestem (Bogiem), który naprawdę działa”. Inni uznają odpowiedź Boga za odpowiedź wymijającą: „Po prostu jestem. Nie można mnie w żaden sposób nazwać”. Bóg pokazał w ten sposób swoją niezależność oraz tajemniczość. Jeszcze inni podtrzymują pogląd, że werset z 3,14 ujawnia Boga jako Byt samoistny, wieczny, który istnieje sam w sobie.

### Współczesna egzegeza żydowska
Niektórzy renesansowi uczeni podtrzymywali interpretację, że Bóg w sformułowaniu ’ehjeh ’ăšer ’ehjeh określił siebie jako Istniejący. Na przykład dla Nachmanidesa istnienie Boga jest absolutne. Jego istnienie i istota są tym samym. Obiadah Sfomo stwierdził, że Mojżesz nie tyle pytał Boga o jego imię, ale o cechę, którą mógł przedstawić Izraelitom. W odpowiedzi Bóg powiedział: „’Ehjeh ’ăšer ’ehjeh, co znaczy: Ten, którego istnienie jest stałe i niezmienne, a którego istotą jest Jego istnienie!”. Cechami Boga są prawość i sprawiedliwość, a nienawidzi nieprawości i brutalności. Ujawnił owe atrybuty w postępowaniu z narodem izraelskim oraz egipskim. Jehuda Halewi natomiast uważał, że Bóg określił siebie jako istniejący dla narodu izraelskiego.
XX-wieczni uczeni żydowscy odstąpili od powyższej interpretacji. Według Franza Rosenzweiga czasownik ’ehjeh występujący w Księdze Wyjścia 3,14 należy rozumieć w sensie dynamicznym, jako coś co się staje i działa. Zniewolony naród izraelski nie potrzebował wykładu wskazującego na istnienie Boga, lecz słów rozpraszających wątpliwości co do ich losu. Należy więc tłumaczyć słowo ’ehjeh nie „Jestem” w sensie odwiecznego istnienia, ale „Będę obecny”, to znaczy który jest i który staje się dla narodu Izraelskiego. Moses Mendelssohn stoi na stanowisku, że ten czasownik obejmuje przeszłość, teraźniejszość i przyszłość. Bóg jest ’ehjeh, „Jestem Istnieniem, które jest wieczne” w tym sensie, że jest zawsze obecny obok ludzkich cierpień i zawsze będzie za każdym razem, gdy ludzie do niego przyjdą w potrzebie. Martin Buber zwraca uwagę, że Bóg w Księdze Wyjścia 3,14 wyjaśnia prawdziwe znaczenie swego imienia: „»JHWH« jest »tym, który będzie« albo »który jest«, tym Obecnym nie tylko kiedyś i gdzieś, lecz w każdym teraz i w każdym tutaj. Imię wyraża już jego istotę i daje wiernemu ludowi pewność opiekuńczej obecności Pana”. W swoim przekładzie Biblii Rosenzweig oraz Buber oddali werset 3,14 następująco: 

Gott sprach zu Mosche: „Ich werde dasein, ale der ich dasein werde”. Und der sprach: „So sollst du zu den Sohnen Jisraels sprechen: »ICH BIN DA schickt mich zu euch«”.

Zastosowanie zaimków osobowych miało podkreślać bezpośrednie zapewnienie, że Bóg będzie tu i teraz, że zawsze będzie na miejscu i pod ręką.